# Église Notre-Dame de Doullens
L'ancienne église Notre-Dame de Doullens est située dans le centre de Doullens, au nord du département de la Somme, à une trentaine de kilomètres au nord d'Amiens.

## Historique
L'église Notre-Dame de Doullens était jadis placée sous le vocable de Saint-Martin.
C'est Thomas Becket qui, de passage a Doullens, consacra l'église Notre-Dame en 1170. En 1522 l'édifice fut incendié par les Impériaux, En 1595, elle servit de refuge à la population, lors de l'invasion des Espagnols. En 1721, le chœur fut reconstruit après son écroulement.
La façade occidentale qui était ornée de trois portails avec statues et flanquée de deux tours, avec une flèche qui se dressait au carré du transept, furent démolis à la Révolution française. La sacristie fut détruite en 1913.

## Caractéristiques

### Extérieur
Un vieux pan de mur est le dernier vestige de la grande église d'avant la Révolution. Au XIXe siècle, on accola une nouvelle façade à l'édifice. Albert Roze réalisa plusieurs statues du portail de l'église. 
Un clocher terminé en flèche recouverte d'ardoise a été placé à la croisée du transept.

### Intérieur
Le maître-autel avec lambris, tabernacle surmonté d'une croix, six chandeliers, un chandelier pascal, deux crédences, la grille de clôture du choeur, le siège du célébrant et de quatre statues d'anges adorateurs sont protégés en tant que monuments historiques

#### Sculptures
À l'intérieur, dans la chapelle Saint-Nicolas, se trouve une Mise au tombeau, Renaissance, avec décor en bas-relief, datée de 1582. Ce groupe sculpté est classé monument historique depuis le 4 juin 1866.
Un groupe sculpté du XIXe siècle représentant l'Assomption de la Vierge est protégé en tant que monument historique au titre d'objet depuis le 28 février 1990.
Un Christ en croix en bois bruni du XIXe siècle, provenant de la chapelle de l'hôpital de Doullens est lui aussi protégé en tant que monument historique au titre d'objet depuis le 28 février 1990 de même que les deux rangées de stalles en bois situées dans les bas-côtés de l'église.

#### Vitraux
En 1951, de nouvelles verrières furent réalisées par le peintre verrier, Jacques Le Chevallier. Les 14 stations du chemin de croix en pierre sont l'œuvre du père Claude Gruer de Solesmes scellées sur les piliers. Les fonts baptismaux (1957) sont l’œuvre de Léon Lamotte, sculpteur amiénois.

#### Orgue
L'orgue est un instrument « néoclassique » construit en 1953 par Max Joseph Alexandre Roethinger en remplacement d'un orgue XVIIIe siècle détruit pendant la Seconde Guerre mondiale.